# حرب كونباونغ-هانثوادي
حرب كونباونغ–هانثوادي (بالبورمية: ကုန်းဘောင်-ဟံသာဝတီ စစ်)‏ هي حربٌ اندلعت بين سلالة كونباونغ وهانثوادي التي استعادت ملكية بورما (ميانمار)، واستمرت الحرب منذ عام 1752 وحتى عام 1757. كانت تلك الحرب الأخيرة ضمن سلسلة حروب بين الشمال الناطق بالبورمية والجنوب الناطق بلغة المون، فأنهت الحرب قرونًا من هيمنة الجنوب وشعب المون.
بدأت الحرب في شهر أبريل عام 1752، فخاضت حركات المقاومة المستقلة حروبًا ضد جيوش هانثوادي، التي أسقطت لتوها سلالة تونغو في تلك الفترة. برز ألاونغبايا، مؤسس سلالة كونباونغ، بصفته زعيم المعارضة الرئيس، فاستغل مستويات جيوش هانثوادي المتدنية وبدأ غزو بورما العليا بحلول نهاية العام 1753. شنّت هانثوادي، ولو متأخرة، حملة عسكرية كاملة عام 1754، لكن الحملة تعثرت. تحوّلت الحرب بشكل متزايدٍ إلى صراع إثني بين البرماويين في الشمال وشعب المون في الجنوب. غزت قوات كونباونغ بورما السفلى في شهر يناير عام 1755، فاستولت على دلتا إرّوادي وبلدة داغون. تمكنت مدينة سيريام الساحلية المحصنة فرنسيًا من الصمود لـ 14 شهرًا إضافيًا، لكنها سقطت في نهاية المطاف في شهر يوليو عام 1756، فانتهى بذلك التدخل الفرنسي في الحرب. سقطت المملكة الجنوبية التي استمرت لـ 16 سنة في شهر مايو عام 1757 عندما دُمرت العاصمة بيغو (باغو). انسحب المقاومة المونية غير المنظمة إلى شبه جزيرة تانسيرايم (تُشكل اليوم دولة المون ومنطقة تانينثاري) خلال الأعوام القليلة التالية بمساعدة السياميين، لكنهم طُردوا من تلك المنطقة عام 1765 عندما استولت جيوش كونباونغ على شبه الجزيرة من أيدي السياميين.
كانت الحرب حاسمة. فبدأت العائلات البورمية الإثنية من الشمال بالاستيطان في الدلتا عقب الحرب. بحلول أوائل القرن التاسع عشر، انخفض تعداد شعب المون ليتحولوا إلى أقلية صغيرة جراء الاندماج والزيجات المتداخلة.

## خلفية تاريخية
اضمحلت سلطة سلالة تونغو وعاصمتها في أفا (إنوا) منذ مدة طويلة جدًا عندما انفصل شعب المون في بورما السفلى عام 1740، وأسسوا مملكة هانثوادي من جديد وعاصمتها بيغو (باغو). لم يستطع «ملوك القصر» في أفا الدفاع عن أنفسهم ضد غارات مانيبوري، والتي بدأت عام 1724، وعمليات السلب المتزايدة التي قاموا بها في أجزاء داخلية من بورما العليا. فشلت أفا في استعادة لان نا الجنوبية التي تمردت عام 1727، ولم تفعل شيئًا لمنع الصين بزعامة سلالة تشينغ من إلحاق دول شان الشمالية في منتصف ثلاثينيات القرن الثامن عشر. بذل ماهاداماراجا ديباتي، ملك تونغو، جهودًا ضعيفة لاستعادة بورما السفلى في أوائل أربعينيات القرن الثامن عشر، لكن بحلول العام 1745، نجحت هانثوادي بتأسيس نفسها في بورما السفلى.
استمرت الحرب الفاشلة بين أفا وبيغو حتى أواخر العام 1750، عندها شنّت بيغو هجومها الأخير، فغزى جيشها الكامل بورما العليا. بحلول أوائل العام 1752، وصلت جيوش بيغو، مسلحة بالعتاد الفرنسي، إلى بوابات أفا. أطلق أوبايازا، وريث عرش هانثوادي، بيانًا، واستعدى المسؤولين الإداريين في البلاد شمال المدينة للخضوع، وإعلان ولائهم لملك هانثوادي. واجه الكثير من الزعماء المناطقيين في بورما العليا خيارًا من اثنين: إما الالتحاق بقوات هانثوادي أو مقاومة الاحتلال. اختار عددٌ قليل التعاون مع هانثوادي، بينما اختار الكثيرون المقاومة.

## بورما العليا (1752–1754)
بحلول أواخر شهر آذار عام 1752، اتضح للجميع أن قدر أفا محتوم. اخترقت قوات هانثوادي الدفاعات الخارجية لأفا، ودحرت دفاعات الأفية الموجودة داخل جدران القصر. في موكسوبو ضمن وداي مو نحو 96.5 كيلومتر شمال غرب أفا، أقنع زعيم قرية يُدعى أونغ زيا 46 قرية في منطقته بالالتحاق معه ضمن حركة المقاومة.